# 12Y busz (Győr)
A győri 12Y hivatásforgalmi autóbusz az Audi-gyár és a Széchenyi István Egyetem között közlekedik. A járatot a Volánbusz üzemelteti.

## Története
2022. április 11-től néhány 12-es járat 12Y jelzéssel a Széchenyi István Egyetemig közlekedik, közvetlen kapcsolatot teremtve az Audi-gyár és az Egyetem között.

## Közlekedése
Reggel 7 óra magasságában indul egy járat az Audi-gyár felé. Délután kettő járat indul visszafelé 14 és 16 óra körül, azonban a Révai Miklós utcától csak akkor közlekedik tovább az Egyetemig, ha erre van igény.

## Útvonala
| Audi-gyár, 5-ös porta felé | Széchenyi István Egyetem felé |
| --- | --- |
| Széchenyi István Egyetem – Hédervári út – Jedlik híd – Radnóti Miklós utca – Erkel Ferenc utca – Kossuth Lajos utca – Rát Mátyás tér – Rába Kettős híd – Zechmeister utca – Jókai utca – Szent István út – Fehérvári út – Vágóhíd utca – Kandó Kálmán utca – Reptéri út – Martin utca – Kardán utca – Audi Hungária út – Laktanya utca – Audi Hungária út – Audi-gyár, 5-ös porta | Audi-gyár, 5-ös porta – Audi Hungária út – Laktanya utca – Audi Hungária út – Kardán utca – Martin utca – Reptéri út – Kandó Kálmán utca – Vágóhíd utca – Fehérvári út – Szent István út – Gárdonyi Géza utca – Révai Miklós utca – Városház tér – Aradi vértanúk útja – Virágpiac tér – Zechmeister utca – Rába Kettős híd – Rát Mátyás tér – Híd utca – Jedlik híd – Hédervári út – Széchenyi István Egyetem |

## Megállók
Az átszállási kapcsolatok között a Révai Miklós utca és az Audi-gyár között közlekedő 12-es és 12A buszok nincsenek feltüntetve!
| 0  | Széchenyi István Egyetem                                             | 35 | 41 | 6, 11, 9, 29 | Széchenyi István Egyetem, Hédervári úti Óvoda, Szentháromság templom, Posta |
| 1  | Radnóti Miklós utca, Szarvas utca                                    | ∫  | ∫  | 11, 13, 13B, 14, 14A, 14B, 18 | |
| 2  | Erkel Ferenc utca                                                    | ∫  | ∫  | 11, 13, 13B, 14, 14A, 14B, 18 | Szabadhegyi Magyar-Német Két Tanítási Nyelvű Általános Iskola és Gimnázium, Lepke utcai Óvoda, Posta |
| ∫  | Híd utca, Rába Quelle fürdő                                          | 33 | 39 | 11, 13, 13B, 14, 14A, 14B, 18 | Rába Quelle Termálfürdő, Petz Aladár Oktató Kórház Reumatológiai Osztály, Bercsényi liget |
| 3  | Petőfi tér, zsinagóga                                                | ∫  | ∫  | 1, 1A, 1B, 11, 13, 13B, 14, 14A, 14B, 18 | Zsinagóga, Kossuth Kollégium, Péterfy Sándor Evangélikus Gimnázium, Általános Iskola és Óvoda, Evangélikus öregtemplom, Kossuth Lajos Szakközépiskola, Református templom, Kossuth Lajos Általános Iskola, Petz Aladár Oktató Kórház Reumatológiai Osztály, Bercsényi liget, Petőfi tér |
| 5  | Zechmeister utca, Rába-part (↓) Zechmeister utca, Bécsi kapu tér (↑) | 31 | 37 | 1, 1A, 1B, 8Y, 11, 13, 13B, 14, 14A, 14B, 17, 17B, 18 | Virágpiac tér, Karmelita Rendház, Karmelita templom, Bécsi kapu tér, Víziszinpad, Arrabona Áruház |
| 7  | Honvéd liget (↓) Aradi vértanúk útja, szökőkút (↑)                   | 30 | 36 | 1, 1A, 1B, 2, 5, 5B, 5R, 6, 7, 8, 8Y, 9, 9A, 11, 13, 13B, 14, 14A, 14B, 15, 15A, 17, 17B, 18, 19, 19A, 21, 21B, 22, 22A, 22B, 22Y, 29, 30, 30A, 30B, 30Y, 31, 31A, 37, 38, 38A, 42 Távolsági járatok S10 G10 , IC, InterRégió, EC, EN, ER, gyorsvonat, expresszvonat, | Győr Városháza, 2-es posta, Honvéd liget, Révai Miklós Gimnázium, Földhivatal, Megyeháza, Győri Törvényszék, Büntetés-végrehajtási Intézet, Richter János Hangverseny- és Konferenciaterem, Vízügyi Igazgatóság, Zenés szökőkút, Bisinger József park, Kormányablak                     |
| ∫  | Városháza                                                            | 29 | 35 | 1, 1A, 1B, 2, 5, 5B, 5R, 6, 7, 8, 8Y, 9, 9A, 11, 13, 13B, 14, 14A, 14B, 15, 15A, 17, 17B, 18, 19, 19A, 21, 21B, 22, 22A, 22B, 22Y, 29, 30, 30A, 30B, 30Y, 31, 31A, 37, 38, 38A, 42 Távolsági járatok S10 G10 , IC, InterRégió, EC, EN, ER, gyorsvonat, expresszvonat, | Győr Városháza, 2-es posta, Honvéd liget, Révai Miklós Gimnázium, Földhivatal, Megyeháza, Győri Törvényszék, Büntetés-végrehajtási Intézet, Richter János Hangverseny- és Konferenciaterem, Vízügyi Igazgatóság, Zenés szökőkút, Bisinger József park, Kormányablak                     |
| ∫  | Révai Miklós utca                                                    | 28 | 34 | 1, 1A, 1B, 2, 5, 5B, 5R, 6, 7, 8, 8Y, 9, 9A, 11, 13, 13B, 14, 14A, 14B, 15, 15A, 17, 17B, 18, 19, 19A, 21, 21B, 22, 22A, 22B, 22Y, 29, 30, 30A, 30B, 30Y, 31, 31A, 37, 38, 38A, 42 Távolsági járatok S10 G10 , IC, InterRégió, EC, EN, ER, gyorsvonat, expresszvonat, | Győr Helyi autóbusz-állomás, Bisinger József park, Posta, Városháza, Kormányablak |
| 9  | Szent István út, Iparkamara (↓) Gárdonyi Géza utca (↑)               | 27 | 33 | 6, 8, 8Y, 9, 10, 11, 11Y, 13, 13B, 14, 14A, 14B, 15, 15A, 16, 30, 30A, 30B, 30Y, 31, 31A, 42 | Győr-Moson-Sopron Vármegyei Kereskedelmi és Iparkamara, GYSZSZC Deák Ferenc Közgazdasági Szakgimnáziuma, Révai Parkolóház, Bisinger József park |
| 11 | Fehérvári út, Árkád üzletház (↓) Budai út, Árkád üzletház (↑)        | 26 | 31 | 6, 7, 8, 8Y, 10, 13, 13B, 14, 14A, 14B, 16, 17, 17B, 30, 30A, 30B, 31, 31A | ÁRKÁD |
| 12 | Fehérvári út, Vágóhíd utca                                           | 24 | 29 | 7, 8, 8Y, 17, 17B, 30, 30A, 30B, 31, 31A | INTERSPAR Center, OBI, LIDL, Gyárvárosi Általános Iskola |
| 13 | Vágóhíd utca                                                         | 23 | 28 | 8, 8Y, 30, 30A, 30B, 31, 31A | Gyárvárosi Általános Iskola, OBI, INTERSPAR Center, ALDI |
| 14 | Kandó utca, IGM Kft.                                                 | 22 | 27 | 30, 30A, 30B, 31, 31A | |
| 15 | Gyárváros, vasúti megállóhely                                        | 20 | 25 | 30, 30A, 30B, 31, 31A | Győr-Gyárváros E.ON Zrt., Credobus Autóbuszgyár |
| 16 | ÁTI-raktár                                                           | 19 | 24 | 20, 20Y, 23, 24, 30, 30A, 30B, 31, 31A | |
| 17 | Reptéri út, Hűtőház utca                                             | 18 | 23 | 20, 20Y, 23, 24, 30, 30A, 30B, 31, 31A | Kenyérgyár |
| 19 | Oxigéngyári utca                                                     | 16 | 21 | 15, 15A, 20, 20Y, 24, 30Y | |
| 21 | Audi-gyár, 4-es porta                                                | 14 | 19 | 15, 15A, 20, 20Y, 24, 30Y | Audi Hungaria Zrt. |
| 22 | Rába-gyár, személyporta                                              | 13 | 18 | 15, 15A, 20, 20Y, 24, 30Y | Audi Hungaria Zrt., RÁBA Járműipari Holding Nyrt. |
| 23 | Kardán utca, Audi-gyár, 3-as porta                                   | 12 | 17 | 15, 15A, 20, 20Y, 24, 30Y | Audi Hungaria Zrt. |
| 24 | Audi-gyár, főbejárat                                                 | 11 | 16 | 15, 15A, 20, 20Y, 24, 30Y | Audi Hungaria Zrt. |
| 25 | Íves utca                                                            | 10 | 15 | 20, 20Y, 24, 30Y | |
| 26 | Audi-gyár, 10-es porta (Honvédség)                                   | 9  | 12 | 20, 20Y, 24, 41, 42 | Audi Hungaria Zrt., Honvédség |
| 27 | Audi-gyár, 9-es porta                                                | 8  | 9  | 20, 20Y, 24 | Audi Hungaria Zrt. |
| 28 | Audi-gyár, 8-as porta                                                | 7  | 7  | 20, 20Y, 24 | Audi Hungaria Zrt. |
| 31 | Audi-gyár, 7-es porta                                                | 4  | 4  | 24 | Audi Hungaria Zrt. |
| 34 | Audi-gyár, 6-os porta (Korábban: AUDI gyár, 5-ös porta, körforgalom) | 1  | 1  | 24 | Audi Hungaria Zrt. |
| 35 | Audi-gyár, 5-ös porta (Korábban: AUDI gyár, 5-ös porta, parkoló)     | 0  | 0  | 15, 15A, 24 | Audi Hungaria Zrt. |

1. ↑  A Révai Miklós utcától csak akkor közlekednek tovább az Egyetemig, ha erre van igény. A délutáni csúcsidőszakban egy járat kiemelt menetidővel közlekedik.